# 烏耳島駅
烏耳島駅（オイドえき）は、大韓民国京畿道始興市正往洞にある、韓国鉄道公社（KORAIL）の駅。
安山線（首都圏電鉄4号線）と水仁・盆唐線が接続しており、安山線は当駅が終点、水仁線は当駅から漢大前駅間は安山線を走行し、その先の清凉里駅が起点である。駅番号は安山線が456、水仁・盆唐線がK258。

## 歴史
- 2000年7月28日 - 鉄道庁（当時）安山線の延伸開業により同線の駅として開業。
- 2005年1月1日 - 鉄道庁の改組により韓国鉄道公社(KORAIL)の駅となる。
- 2012年6月30日 - 水仁線・烏耳島〜松島間が再開業。安山線と水仁線との直通運転は行っておらず、当駅で乗り換える形になる。
- 2020年9月12日 - 水仁線が漢大前駅まで安山線と同じルートを経由して水原駅まで開業。また、水仁線は盆唐線との直通運転に伴い水仁・盆唐線となる。

## 駅構造

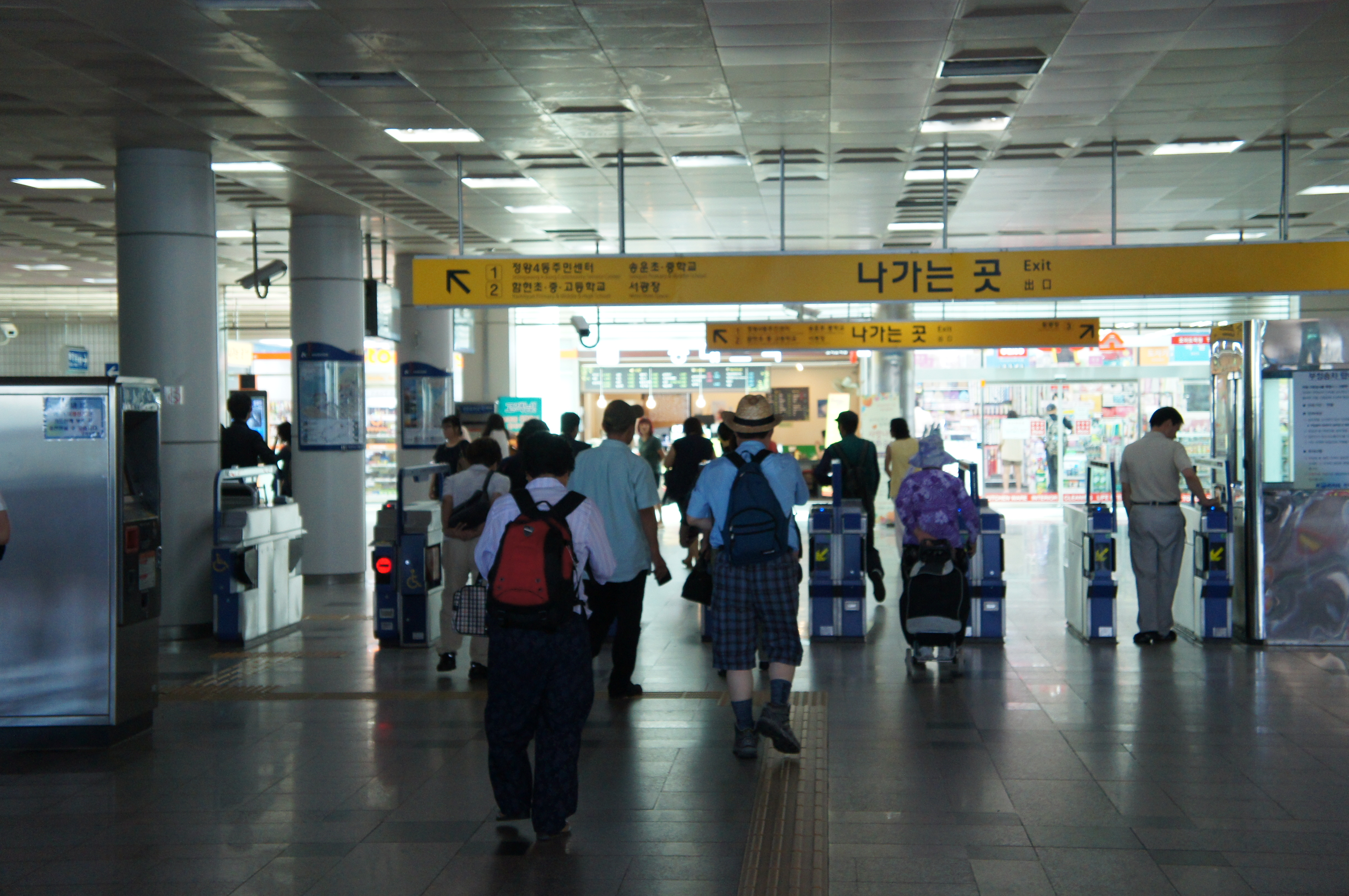
改札口（2012年撮影）

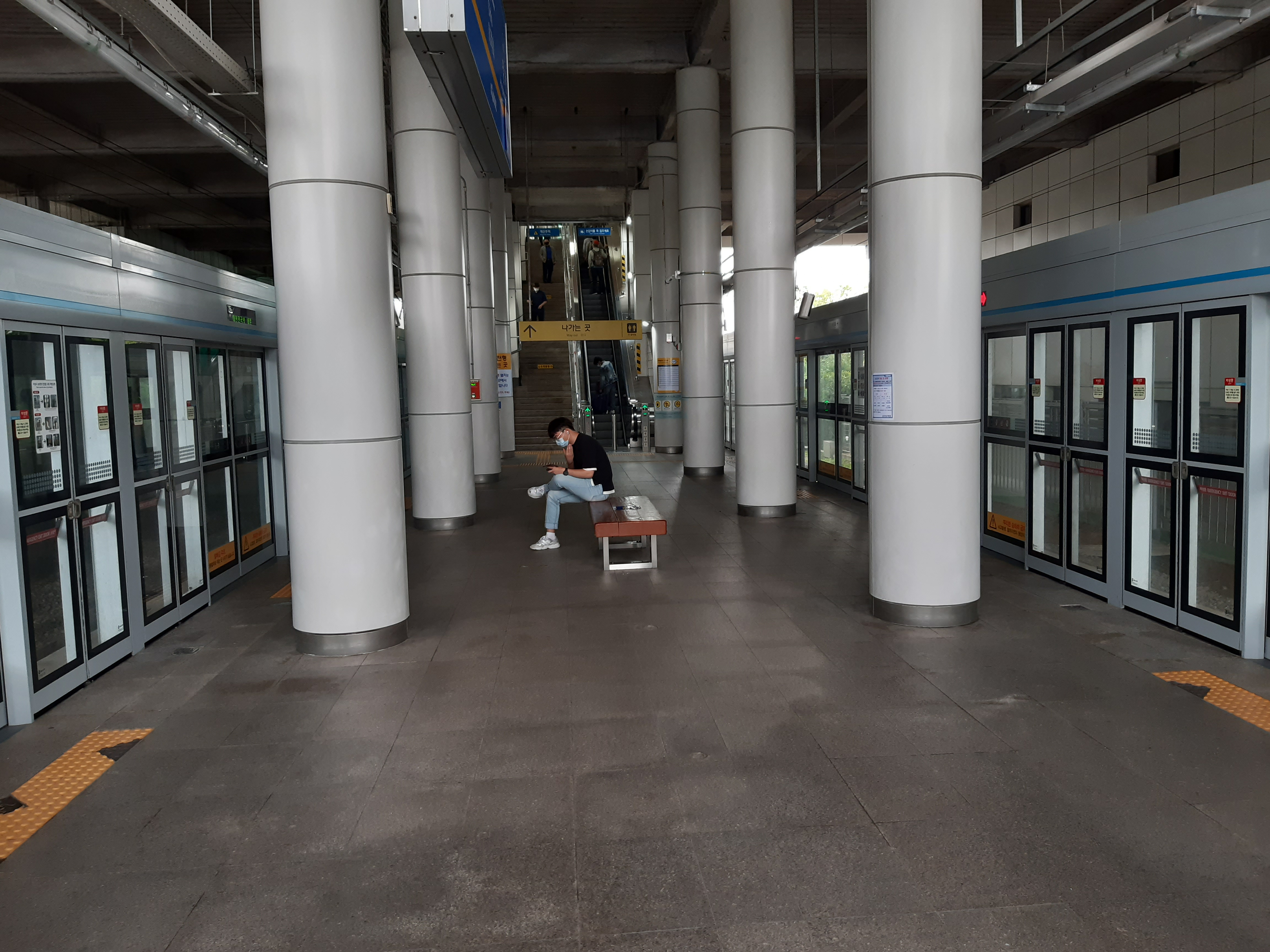
ホーム（2020年撮影）

島式ホーム2面4線を有する地上駅で、橋上駅舎を持つ。
出入口は1番から3番までの3ヵ所ある。

### のりば
| 1・2 | 安山線       | ソウル方面からの到着止まり                                            |
| 1・2 | 水仁・盆唐線 | 蘇萊浦口・源仁斎・松島・仁川方面                                      |
| 3・4 | 安山線       | 衿井・舎堂・ソウル駅・タンゴゲ方面                                    |
| 3・4 | 水仁・盆唐線 | 漢大前・水原・竹田・水西・往十里・清凉里方面 仁川方面からの当駅止まり |

## 利用状況
近年の一日平均利用人員推移は下記のとおり。
| 路線   | 乗車人員 | 乗車人員 | 乗車人員 | 乗車人員 | 乗車人員 | 乗車人員 | 乗車人員 | 乗車人員 | 乗車人員 | 乗車人員 | 乗車人員 | 乗車人員 | 乗車人員 | 乗車人員 | 乗車人員 | 乗車人員 | 乗車人員 | 乗車人員 | 乗車人員 | 乗車人員 | 乗車人員 | 乗車人員 | 乗車人員 | 注 釈 |
| 路線   | 2000年   | 2001年   | 2002年   | 2003年   | 2004年   | 2005年   | 2006年   | 2007年   | 2008年   | 2009年   | 2010年   | 2011年   | 2012年   | 2013年   | 2014年   | 2015年   | 2016年   | 2017年   | 2018年   | 2019年   | 2020年   | 2021年   | 2022年   | 注 釈 |
| ------ | -------- | -------- | -------- | -------- | -------- | -------- | -------- | -------- | -------- | -------- | -------- | -------- | -------- | -------- | -------- | -------- | -------- | -------- | -------- | -------- | -------- | -------- | -------- | ----- |
| 安山線 | 2691     | 3909     | 4552     | 5187     | 4536     | 4660     | 4849     | 5129     | 5429     | 5413     | 5479     | 5815     | 6475     | 7194     | 7631     | 7808     | 8548     | 9253     | 10000    | 10603    | 7407     | 7408     | 7986     | [ 1 ] |

## 駅周辺
駅周辺は住宅団地と工業団地である。駅名の由来となった烏耳島は駅からはかなり離れている。烏耳島はかつては島だったが、埋め立てによって陸続きとなった。大阜島と結ぶ道路（始華湖の締切堤防上）の起点に近く、海鮮料理店が建ち並ぶ。
- 始華地域
- 始興車両事務所（朝鮮語版）
- 威絃高等学校（朝鮮語版）
- 威絃中学校（朝鮮語版）
- 威絃初等学校（朝鮮語版）
- 松韻中学校
- 松韻初等学校
- 冷井初等学校
- ハンビッ自動車学校
- 第三京仁高速化道路 正往インターチェンジ
- 嶺東高速道路・第三京仁高速化道路 月串ジャンクション（朝鮮語版）

## 隣の駅
韓国鉄道公社
 安山線
急行・緩行
正往駅 (455) - 烏耳島駅 (456)
 水仁・盆唐線
水仁線急行
烏耳島駅 (K258) - 蘇萊浦口駅 (K261)
緩行
正往駅 (K257) - 烏耳島駅 (K258) - 達月駅 (K259)